# 富士電機総設
富士電機総設株式会社（ふじでんきそうせつ、英文社名：Fuji Denki Sosetsu Co.,Ltd.）は富士電機ITソリューションと兄弟会社で、富士電機グループの産業用設備の企画・設計・保守・管理を行っていた企業である。

## 主力製品・事業
- 産業用設備
  - 半導体、FPD、電子精密、光学機械 など
  - 医療、製薬、食品 など
- 一般建築設備
- 環境ソリューション
- 設備情報ソリューション

## 主要事業所
- 本社 - 東京都中央区八丁堀2-20-8（八丁堀東急ビル）

他、営業拠点が全国各地に所在する。

## 沿革
- 1976年 - 富士電機家電株式会社の設備工事部門が分離独立し、富士電機総合設備株式会社を設立
- 1982年 - 富士電機家電株式会社より営業譲渡を受け、情報事業に進出社名を富士電機総設と改称
- 2004年 - 富士電機総設株式会社の情報事業を新設分割の方法により会社分割し、富士電機ITソリューション株式会社設立
- 2009年10月1日 - 古河総合設備とともに(旧)富士電機E&Cに吸収され、富士古河E&C（現富士電機E&C）となり解散。

## 主要関係会社

### 国内グループ企業
- エフ・エス・テクノ